# Proton (raket)

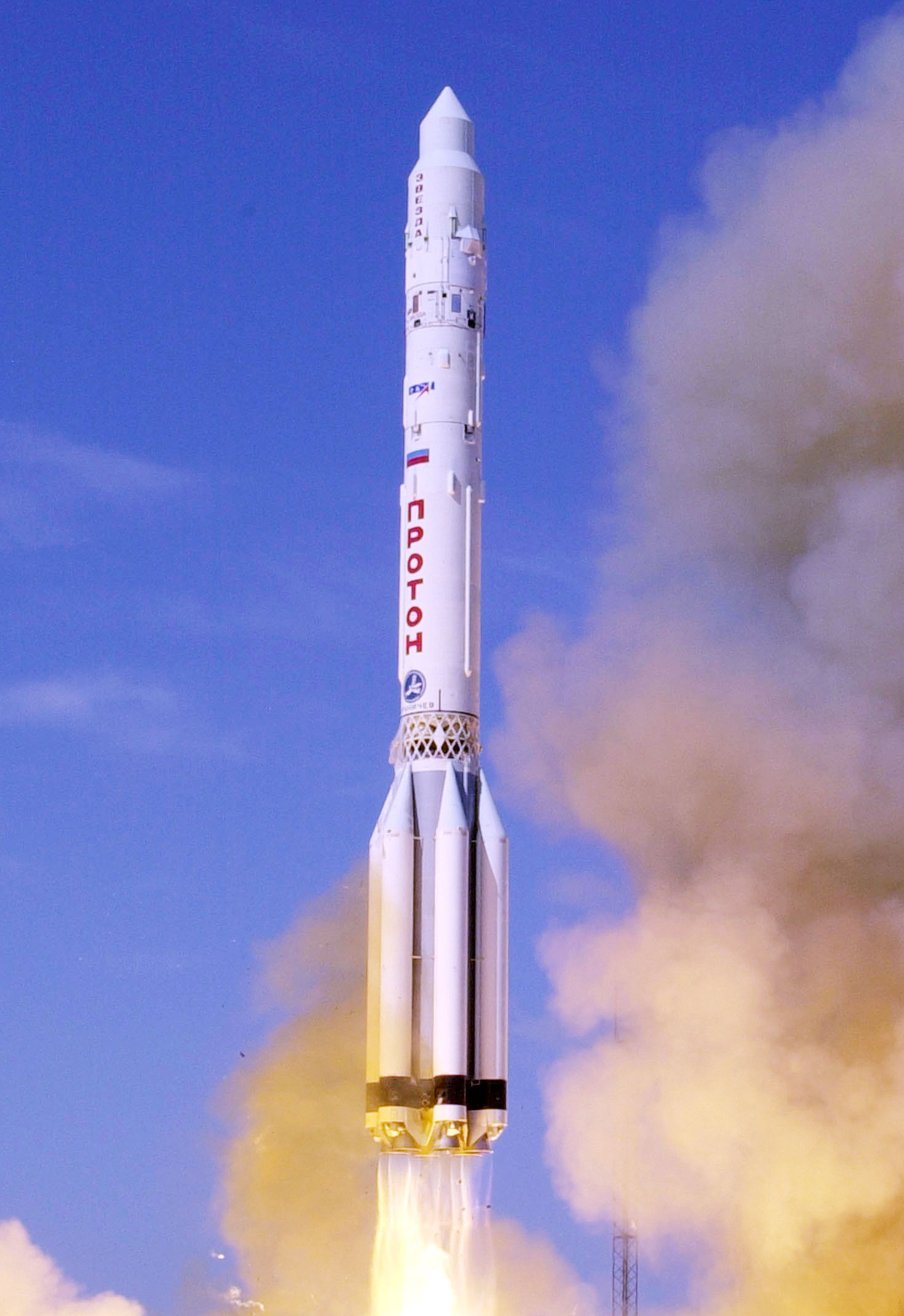
Lancering Proton vanaf kosmodroom Bajkonoer met aan boord de Zvezda-module van het ISS

De Proton (Russisch: Протон) is een onbemande Russische draagraket die voor het eerst werd gelanceerd in 1965. De Proton wordt gebouwd door het Staatsruimtevaartcentrum voor onderzoek en productie Chroenitsjev, dat de raket ook ontwikkelde en lanceert.

## Ontwikkeling
Oorspronkelijk werd de Proton ontwikkeld door de Sovjet-Unie als de UR-500, een intercontinentale ballistische raket voor zware (nucleaire) ladingen met een bereik van 12.000 km. Voor dat doeleinde is de Proton echter nooit ingezet, maar wel voor het lanceren van kunstmatige satellieten en ruimtestations. Na de ombouwing tot draagraket bleek de Proton tijdens de eerste vluchten tussen 1965 en 1970 onbetrouwbaar en veel kostbare ruimtevaartuigen gingen verloren. Halverwege de jaren 1970 werden de kinderziektes verholpen en groeide de Proton uit tot een betrouwbare draagraket.

## Types
De eerste versie van de Proton bestond uit twee trappen en werd in 1965 en 1966 slechts viermaal gebruikt voor het lanceren van kleine kunstmanen, alvorens uit gebruik te worden genomen. De twee opvolgers bestaan uit drie (SL-13) en vier (SL-12) trappen waardoor ze zwaardere ladingen in hogere banen kunnen brengen.
In maart 2001 maakte de Proton-M zijn eerste testvlucht. Dit type is een verbeterde versie van de oorspronkelijke Proton. De test was gepland voor juli 2000, maar vertraagd door technische en financiële problemen. Van de eerste 117 lanceringen mislukten er acht, en nog eens drie mislukten deels.
De meeste Proton-M-raketten zijn uitgerust met een extra Briz-M-upperstage als vierde trap. Die kan de lading nauwkeurig in de juiste baan brengen door meerdere keren te stoppen en te herstarten.
Commerciële boekingen voor Proton-raketten gebeuren sinds 1995 door het Amerikaans-Russische International Launch Services.

## Missies
In de beginjaren van de Proton werden de draagraketten voornamelijk gebruikt om kunstmanen in een baan om de Aarde te brengen. Later werden de Protons ook ingezet voor het lanceren van de Saljoet-ruimtestations, Mir-modules en de Zarja- en Zvezda-module van het Internationaal ruimtestation ISS. Tegenwoordig worden vooral zeer zware communicatiesatellieten met Proton gelanceerd. Maar ook ESA's ExoMars-Marsmissie werd in 2016 met een Proton-M gelanceerd.

## Uitfasering, aanpassing en uitbreiding
In de komende jaren zal de Proton-M worden uitgefaseerd en worden vervangen door de Angara A5. Ook voor de Angara zal ILS de commerciële boekingen doen. De Proton-M en de Angara zullen in de overgangsperiode naast elkaar beschikbaar zijn. De Angara kampt met vertragingen. Over de Angara 5 zei ILS-president Kirk Pysher in maart 2017 dat hij niet verwacht dat die voor 2025 klaar is voor commercieel gebruik.
Op 17 september 2019 maakte het Chroenitsjev-ruimtevaartcentrum bekend dat er nog elf Proton-raketten worden gebouwd waarvan er vier al in productie zijn. De productie zou aanvankelijk in 2020 of 2021 eindigen, maar dat werd uiteindelijk 2022. Er werden dat jaar nog vier stuks gebouwd. De laatste lancering zou in de toenmalige planning in 2025 zijn, maar is naar 2026 uitgesteld. Er staan per februari 2024 nog twee Proton-lanceringen gepland.

### Geannuleerde plannen voor lichtere uitvoeringen
In september 2016 maakte ILS echter ook bekend twee lichtere uitvoeringen van de Proton op de markt te willen brengen. De Proton-medium gebruikt een verlengde versie van de eerste trap. De tweede trap is dan een verlengde versie van de Proton-M-derde trap. Een drietrapsmediumuitvoering heeft dan net als bij de Proton-M een Briz-M als precisie-upperstage. De Proton-light is nog verder vereenvoudigd en heeft vier in plaats van zes hoofdmotoren in de eerste trap.
De in 2016 aangekondigde Proton-light werd een half jaar later uitgesteld voor verdere aanpassing. En er was vooral behoefte aan de medium-uitvoering en meer fysieke ruimte voor satellieten. Daarom werd er een grotere neuskegel met een diameter van vijf meter aangekondigd. In 2019 ging die grotere neuskegel in gebruik. Concurrerende raketten (Atlas V, Delta IV, Falcon 9 en Ariane 5) hebben dat formaat al langere tijd beschikbaar.
De Proton-medium had ook vanuit Bajkonoer naar een polaire baan moeten kunnen lanceren. De verlengde eerste trap brandt namelijk langer dan die van de originele Proton en zou daardoor verder van Bajkonoer terug op de Aarde vallen in een vrijwel onbewoond gebied. In augustus 2018 werd ook de ontwikkeling van de Proton-medium stilgezet ten behoeve van een mogelijk snellere overschakeling naar de Angara.

## Problemen
Er zijn regelmatig problemen met de Proton-M geweest. Twaalf keer werkte een trap niet naar behoren. Zesmaal betrof het de Briz-M-trap.
In 2013 stortte een Proton-M kort na de lancering neer. Volgens een Russisch onderzoek kwam dat doordat er een navigatiesensor op de kop in de raket was geplaatst; deze zou niet op de kop moeten passen en is waarschijnlijk door een medewerker met een hamer in zijn fitting geslagen. Een Amerikaans onderzoek kwam tot een andere conclusie, namelijk dat de sensor door een tekortkoming in het ontwerp van de fitting scheef was geplaatst waardoor de in een cirkel geconstrueerde aansluitpennen in de verkeerde aansluitgaten zaten. De plaat met het nokje wat moest voorkomen dat deze gedraaid kon worden geplaatst bleek naar binnen te zijn geschoven. Omdat de sensor blind door een gat in de constructie moest worden geplaatst was het niet opgevallen dat deze scheef zat.
Toen op 9 juni 2016 een tweede trap te vroeg uitschakelde hield Roskosmos de Proton-M een jaar aan de grond. De bewuste vlucht werd weliswaar gered door de Briz-M langer te laten branden, maar de oorzaak moest gevonden en verholpen worden. In januari 2017 werd bekend dat het nog zeker een half jaar langer zou duren voor de Proton-M weer vliegt. De controle op de kwaliteit van sommige raketmotoronderdelen zou ondermaats zijn. Dit zou ook het probleem met de mislukte vlucht Sojoez-Progress MS-04 eind 2016 hebben veroorzaakt, waarbij de derde trap van de Sojoez-U-draagraket faalde. De "return to flight" was op 8 juni 2017.
Voor 2018 stonden slechts zes Proton-lanceringen op de rol, waarvan maar één een commerciële satelliet behelst. Er werden er slechts twee gelanceerd. Dit zou het gevolg zijn van een gebrek aan vertrouwen in de raket, een gebrek aan vertrouwen in de Russische politiek, opgelopen kosten voor het lanceren vanuit Kosmodroom Bajkonoer en stevige concurrentie van SpaceX, Arianespace en Chinese lanceermogelijkheden. Daarbij wil Kazachstan (vanwaar de Proton wordt gelanceerd) graag van de zeer giftige hypergolische raket af.
In 2019 werd ILS ondergebracht in Glavkosmos, een bedrijf van Roskosmos dat ook commerciële Sojoez-vluchten verkoopt. Ook werd aangekondigd dat de Proton voortaan voor dezelfde prijs als een Falcon 9-lancering wordt verkocht (50 miljoen dollar voor een Falcon 9 met een gebruikte booster-trap of 62 miljoen dollar voor een nieuwe). SpaceX heeft met de betrekkelijk goedkope Falcon 9 sinds 2013 het grootste gedeelte van de medium tot zware commerciële lanceringen naar zich toe getrokken.

## Trivia
- De eerste trap van de Proton heeft zes uitstulpingen aan de buitenzijde die voor aanhaak-boosters zouden kunnen worden aangezien. Dit zijn echter de oxidatortanks. Door deze aan de zijkant te plaatsen in plaats van boven op de brandstoftank is de rakettrap minder lang en kan deze per trein vervoerd worden.